# Parti révolutionnaire des travailleurs de Colombie
Pour les articles homonymes, voir Parti révolutionnaire des travailleurs et Partido Revolucionario de los Trabajadores.
Le Parti révolutionnaire des travailleurs de Colombie (espagnol : Partido Revolucionario de los Trabajadores de Colombia), ou PRT, est un ancien parti politique colombien. Fondé en 1982, il provient de la faction majoritaire de la tendance marxiste-léniniste-maoïste, un groupe dissident du Parti communiste de Colombie marxiste-léniniste (es), au milieu des années 1970.
Le PRT s'est lancé dans la lutte armée contre les forces gouvernementales dans le cadre du conflit armé colombien. Selon des sources officielles, lorsque les milices PRT ont été démobilisées en 1991, le parti comptait environ 200 combattants.
En dehors de sa lutte armée, le PRT a promu l'action légale de masse via l'organisation syndicale Corriente de Integración Sindical (en).

## Coordination avec les autres guérillas
En 1984, le PRT intègre la « Trilatérale », une coopération entre l'Armée de libération nationale (ELN) (espagnol : Ejército de Liberación Nacional), le Movimiento de Integración Revolucionario - Patria Libre (MIR-PL) et le  PRT. Entre autres choses, la Trilatérale aboutit à la coordination des activités du mouvement de masse, menant à la formation de ¡A Luchar! (en) en tant que mouvement de masse commun. Le 20 juin 1985, le PRT prend part, avec ¡A Luchar!, à l'organisation d'une grève générale nationale contre la politique du gouvernement de Belisario Betancur Cuartas.
Au moment de la naissance de la coordination nationale de la guérilla, une coalition composée de l'Ejército de Liberación Nacional (ELN), de l'Ejército Popular de Liberación (EPL), du M-19, du MIR-PL, du Movimiento Armado Quintín Lame (MAQL), du Commando Ricardo Franco (es) (RF) et du PRT. Avec l'entrée des FARC dans le travail d'unification des mouvements de guérilla colombiens, la coordination nationale de la guérilla évolue pour donner la Coordination des guérillas Simón Bolívar en septembre 1987. Les membres fondateurs de la CGSB sont l'EPL, l'UC-ELN, les FARC-EP, le MAQL, le M-19 et le PRT.

## Traité de paix et démobilisation
En décembre 1990, le président Virgilio Barco Vargas exprime sa volonté de tenir des négociations de paix avec le PRT. Des discussions sont donc entamées entre le gouvernement colombien et le PRT, qui aboutissent à la signature d'un accord le 28 décembre. Le 25 janvier 1991, un traité de paix final est signé à Don Gabriel, dans la municipalité d'Ovejas, Sucre, entre le gouvernement et les PRT. Il stipule, entre autres choses, que :
- le PRT deviendrait un parti politique légal ;
- le PRT gagnerait une représentation dans l'Assemblée constituante ;
- un programme de télévision du parti serait diffusé ;
- le PRT obtiendrait une annonce pleine page dans deux journaux nationaux et quatre journaux régionaux ainsi qu'une demi-page d'annonces dans trois journaux régionaux et un journal national ;
- le gouvernement paierait pour un bureau du PRT à Bogota ;
- une voiture blindée serait fournie pour le porte-parole du PRT à l'Assemblée constituante, ainsi que quatre gardes du corps et 14 gilets pare-balles pour la direction du PRT ;
- le gouvernement devrait financer la construction de cinq Casas por la Vida, à Bogota, Barranquilla, Medellín, Sincelejo et un emplacement supplémentaire ;
- un fonds de 300 millions de pesos serait alloué à des projets dans les zones de conflits du PRT. Une commission conjointe gouvernement-PRT devrait superviser la distribution de ces fonds ;
- une subvention pour l'entretien, la santé et l'éducation serait accordée aux combattants démobilisés du PRT, à travers un fonds ;
- une force de police locale serait constituée au sein de la Police nationale colombienne.

Au nom du PRT, le traité de paix a été signé par Valentín González, Sergio Sierra, Pablo Roncallo, Rafael González et Ernesto Falla.

## Suites
L'armement du PRT a été détruit lors d'une cérémonie le 26 janvier 1991.
Bien que le traité de paix ait précisé que le PRT se réorganiserait en tant que parti politique légal, une telle démarche n'a jamais eu lieu. Au lieu de cela, certains membres du PRT ont préféré rejoindre le M-19. Plutôt que d'organiser un parti des travailleurs, les anciens cadres du PRT sont devenus actifs dans les organisations sociales, mettant principalement l'accent sur les droits humains et la promotion de la paix dans les départements de Bolívar et Sucre.